# Mount Beazley, Västantarktis
Mount Beazley är ett berg i Antarktis. Det ligger i Västantarktis. Inget land gör anspråk på området. Toppen på Mount Beazley är 2 410 meter över havet, eller 250 meter över den omgivande terrängen. Bredden vid basen är 2,7 km.
Terrängen runt Mount Beazley är varierad. Trakten är obefolkad. Det finns inga samhällen i närheten.